# تيري هال
تيري هال (بالإنجليزية: Terry Hall)‏ هو مغني وكاتب أغاني بريطاني، ولد في 19 مارس 1959 في كوفنتري في المملكة المتحدة.

## وصلات خارجية
- الموقع الرسمي
- تيري هال على موقع IMDb (الإنجليزية)
- تيري هال على موقع ميوزك برينز (الإنجليزية)
- تيري هال على موقع قاعدة بيانات برودواي على الإنترنت (الإنجليزية)
- تيري هال على موقع أول ميوزيك (الإنجليزية)
- تيري هال على موقع أول ميوزيك (الإنجليزية)
- تيري هال على موقع ديسكوغز (الإنجليزية)
- تيري هال على موقع قاعدة بيانات الفيلم (الإنجليزية)